# Adiantum peruvianum

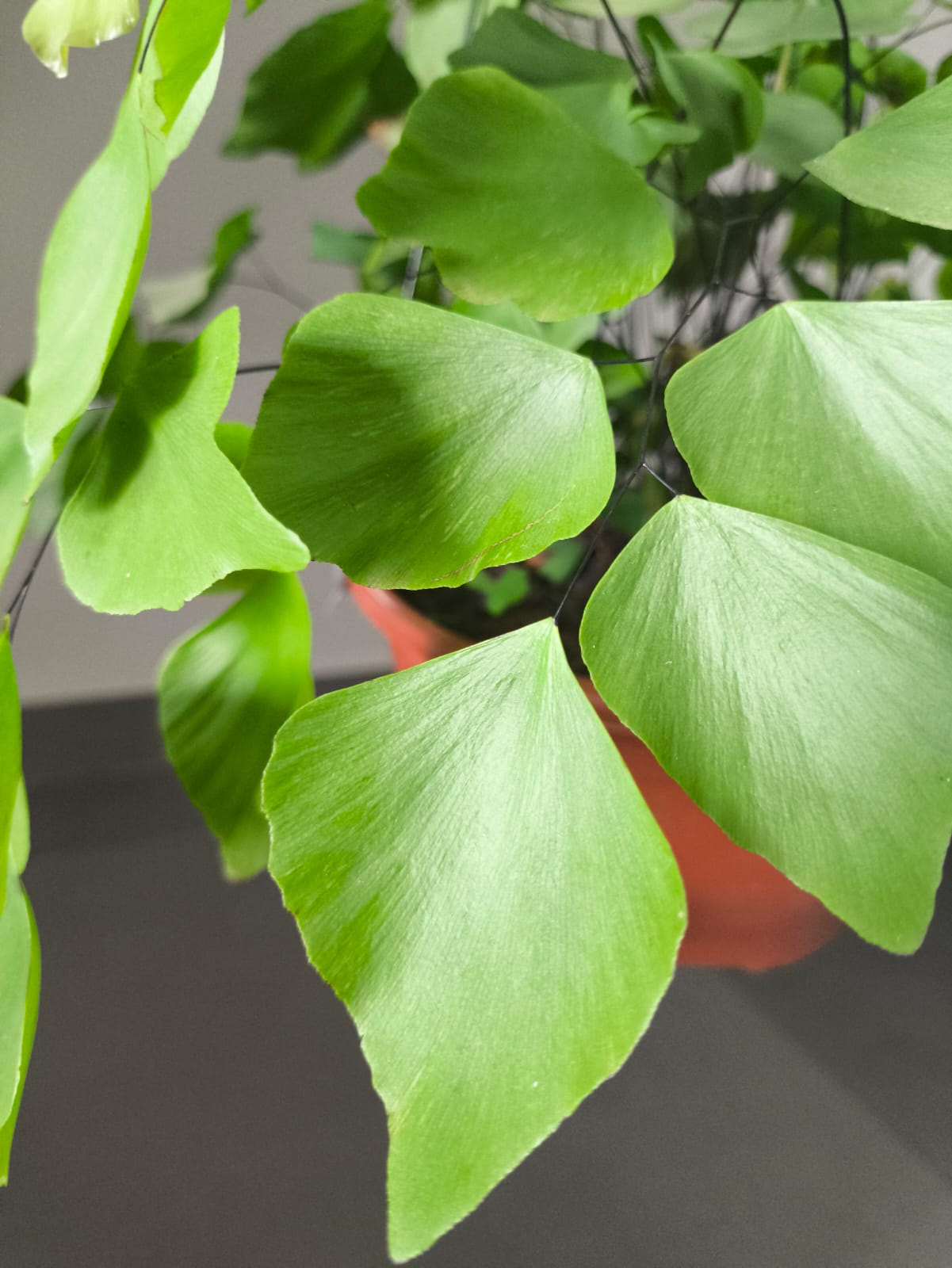
A avenca peruana apresenta folhas maiores quando comparadas às demais espécies de seu gênero.

O Adiantum peruvianum, popularmente conhecido como avenca peruana, é uma pteridófita do gênero Adiantum, família Pteridaceae.
Por ser de fácil cultivo, esta samambaia é amplamente utilizada como planta ornamental em ambientes internos e externos.  Na América do Norte é chamada popularmente de "dólar de prata", havendo a crença de que é uma planta capaz de atrair boa sorte aos moradores da residência na qual ela é cultivada.

## Descrição
Nativa da América do Sul, a Adiantum peruvianum é uma planta herbácea, de crescimento moderado. Seus rizomas rastejantes permitem que a planta se espalhe e forme densas touceiras.
Essa espécie se destaca por suas folhas relativamente grandes, delicadas e esteticamente elegantes, com formatos que se assemelham a antigas moedas de prata. Sua ampla disseminação é decorrente da boa capacidade de se adaptar a diferentes condições de cultivo, conseguindo se desenvolver de forma satisfatória tanto em ambientes internos quanto externos.

## Cultivo
A avenca peruana aprecia locais sombreados, evitando a exposição direta ao sol, que pode queimar suas frondes. Suas folhas são bastante sensíveis à rajadas de vento, devendo assim serem mantidas sob proteção de fluxos de ar mais intensos, os quais podem até mesmo causar a morte do vegetal.
Como as demais plantas de seu genero, a Adiantum peruvianum aprecia elevados níveis de umidade atmosférica e deve ser mantida em um substrato rico em matéria orgânica e bem drenado, sendo normalmente adotado uma mistura de terra vegetal, composto orgânico, fertilizantes e areia.

### Cuidados
Dentre os principais cuidados para obtenção de sucesso no cultivo deta planta está a prática periódica de adubação foliar, a retirada das folhas secas e amareladas para evitar a proliferação de fungos e o replantio a cada, aproximadamente, dois anos para renovação do solo.